# William Lindley

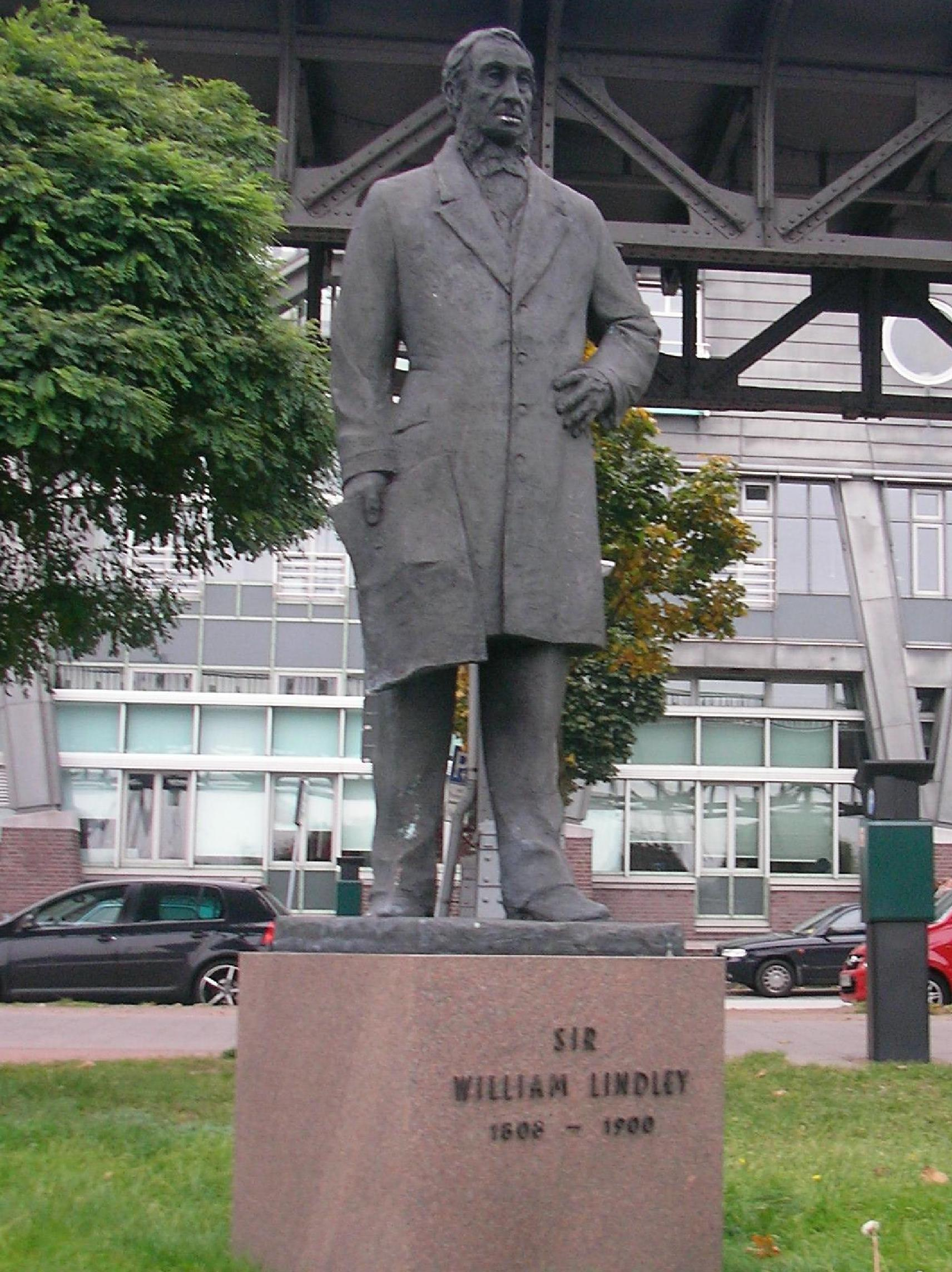
William Lindley, staty i Hamburg-Neustadt.

William Lindley, född 7 september 1808 i London, död där 22 maj 1900, var en engelsk ingenjör och kommunaltekniker. 
Lindley vann rykte som nydanare av Hamburgs stadsplan, vatten- och avloppsledningar m.m. efter den stora branden 1842. Han erhöll 1851 i uppdrag att projektera utvidgning och ombyggnad av Londons äldsta och största vattenverk för New River Company. Efter att ha lämnat Hamburg 1860 ledde han anläggning av vattenverk och avloppssystem i Frankfurt am Main, Budapest, Düsseldorf, Warszawa, Sankt Petersburg och andra storstäder.